# 2010 KZ39
2010 KZ39 – planetoida, obiekt transneptunowy klasy cubewano lub E-SDO, o jasności absolutnej ok. 4,02m. Kwalifikuje go to jako jednego z kandydatów na planetę karłowatą. Odkryty przez polskich astronomów za pomocą Teleskopu Warszawskiego w Obserwatorium Las Campanas w Chile.

## Klasyfikacja
Minor Planet Center (MPC) – oficjalna organizacja odpowiedzialna za zbieranie danych obserwacyjnych małych ciał Układu Słonecznego – zalicza 2010 KZ39 do typu cubewano, a więc jako należący do Pasa Kuipera. Jednak Deep Ecliptic Survey (DES) uznaje obiekt za należący do klasy E-SDO.

## Orbita
Planetoida w 2015 roku znajdowała się w odległości ok. 46,1 j.a. od Słońca, a przejdzie przez peryhelium ok. roku 2112. Do roku 2022 wykonano 50 pomiarów jej pozycji w okresie obejmującym prawie 12 lat.